# Virgilijus Alekna
Virgilijus Alekna (ur. 13 lutego 1972 w Terpeikiai w rejonie kupiszeckim) – litewski lekkoatleta, dyskobol, dwukrotny mistrz olimpijski, dwukrotny mistrz świata, mistrz Europy. Poseł na Sejm Republiki Litewskiej.

## Życiorys

### Kariera sportowa
Od początku lat 90. zaliczał się do światowej czołówki w rzucie dyskiem, na LIO w Atlancie w 1996 zajął piąte miejsce. Początkowo konkurował głównie z Niemcem Larsem Riedlem, jednak z ich pojedynków zazwyczaj ten ostatni wychodził zwycięsko, zwłaszcza podczas najbardziej prestiżowych zawodów (w tym w mistrzostwach świata w 1997, gdzie litewski sportowiec zdobył srebrny medal). Gdy Niemiec był blisko zakończenia kariery, Virgilijus Alekna zaczął osiągać największe sukcesy. Pokonał go m.in. podczas Letnich Igrzysk Olimpijskich w Sydney w 2000, jednak przegrał z Larsem Riedlem rok później na mistrzostwach świata. Dwa lata później na mistrzostwach świata w Saint-Denis zdobył po raz pierwszy tytuł mistrzowski, który obronił dwa lata później na mistrzostwach świata w Helsinkach, pokonując Estończyka Gerda Kantera. Wcześniej obronił też złoty medal olimpijski podczas Letnich Igrzysk Olimpijskich w Atenach w 2004. Początkowo przyznano mu wówczas drugie miejsce, ale rzucającego najdalej w konkursie Węgra Róberta Fazekasa zdyskwalifikowano za niepoddanie się testowi dopingowemu. W 2006 zdobył tytuł mistrza Europy w Göteborgu. W 2007 zajął czwarte miejsce na mistrzostwach świata w Osace. Podczas LIO w Pekinie w 2008 wywalczył brązowy medal. Wystartował także na LIO w Londynie w 2012, zajmując czwarte miejsce w zawodach.
W trakcie kariery sportowej zwyciężał również w innych prestiżowych zawodach, m.in. czterokrotnie wygrał Światowy Finał IAAF (2003, 2005, 2006 oraz 2009), a dwukrotnie Puchar Świata w lekkoatletyce (w Johannesburgu w 1998 oraz w Atenach w 2006). Zwycięzca łącznej punktacji Diamentowej Ligi 2011 w rzucie dyskiem. Jest laureatem licznych nagród sportowych – czterokrotnie (2000, 2004, 2005 oraz 2006) był wybierany najlepszym sportowcem roku na Litwie, w 2000 otrzymał tytuł Track & Field Athlete of the Year przyznawany przez miesięcznik „Track & Field News”. W 2005 Europejskie Stowarzyszenie Lekkiej Atletyki wyróżniło go tytułem European Athlete of the Year Trophy.
We wrześniu 2012 ogłosił zakończenie kariery sportowej, deklarując chęć kandydowania na prezesa Litewskiego Narodowego Komitetu Olimpijskiego. W wyborach przegrał (stosunkiem głosów 43:57) z mistrzynią olimpijską w strzelectwie Dainą Gudzinevičiūtė. Kilka tygodni później ogłosił przedłużenie kariery o kolejny rok. W sierpniu 2013 odpadł w eliminacjach podczas mistrzostw świata w Moskwie.
Jego rekord życiowy w rzucie dyskiem – 73,88 m (2000); do 2024 stanowił rekord Litwy, który został pobity przez jego syna Mykolasa.

### Pozostała działalność
W 2005 ukończył studia na Litewskiej Akademii Wychowania Fizycznego, magisterium na tej uczelni uzyskał w 2009. W latach 1994–2011 był pracownikiem ministerstwa spraw wewnętrznych, zatrudnionym w służbie zajmującej się ochroną najważniejszych osób w państwie. Następnie do 2016 pełnił funkcję doradcy ministra spraw wewnętrznych do spraw sportu. W 2016 przyjął propozycję Ruchu Liberalnego Republiki Litewskiej wystartowania z jego listy wyborczej do Sejmu. W wyborach tych uzyskał mandat poselski. W 2020 i 2024 z powodzeniem ubiegał się o reelekcję.

## Życie prywatne
Jest żonaty, ma córkę i dwóch synów. Jego syn Mykolas Alekna również został dyskobolem.

## Odznaczenia
- Order Wielkiego Księcia Giedymina[12]:
  - Krzyż Wielki – 2003
  - Wielki Krzyż Komandorski – 2001
  - Krzyż Komandorski – 1997
  - Krzyż Kawalerski – 1996